# إعمال المصلحة في الوقف
إعمال المصلحة في الوقف هي إبراز تأثير المصلحة في الوقف، سواء فيما يتعلق بطبيعة المال الموقوف، أو التصرف في عينه وتغيير معالمه، وتنقسم المصلحة لأقسام عدة باعتبارات مختلفة منها، أقسام المصلحة من حيث اعتبار الشارع لها وأقسام المصلحة من حيث قواتها في ذاتها، وأقسام المصلحة من حيث شمولها، وللعلماء شروط للعمل بالمصلحة منها، ألا تخالف المصلحة دليلاً شرعي قطعي الثبوت والدلالة، وأن تكون المصلحة التي يشرع الحكم من أجلها كلية لا جزئية، وأن تكون المصلحة موافقة لمقصود الشارع من جلب المنافع ودرء المفاسد، وأن تكون مصلحة حقيقية وليست وهمية، واتفق الفقهاء على أنه لا يجوز العمل بالمصلحة في الأحكام الغير قابلة للاجتهاد، كأحكام العبادات والمقدرات الشرعية، أما الأحكام القابلة للاجتهاد، كالمعاملات والعادات فيجوز فيها العمل بالمصالح المرسلة، وأجاز العلماء تغيير المعالم إذا كان فيها مصلحة الوقف، وبالإمكان شرعاً تحريك الأموال المرصودة لاستثمارها بشروط إذا كان في استثمارها مصلحة الوقف.
التعريف الإفرادي:
المصلحة: المصلحة مفرد المصالح، وهي مأخوذة من الصلاح ضد الفساد، والاستصلاح نقيض الاستفساد، وهي الوصف الذي يكون في ترتيب الحكم عليه جلب منفعة للناس أو درء مفسدة عنهم.
الوقف: هو تحبيس الأصل وتسبيل المنفعة.
التعريف المركب:
إعمال المصلحة في الوقف: هي إبراز تأثير المصلحة في الوقف، سواء فيما يتعلق بطبيعة المال الموقوف، أو التصرف في عينه وتغيير معالمه، أو فيما يتعلق بتحريك غلته للاستثمار أو التصرف بالغلة بتوجيهها إلى مصرف غير الذي حدده الواقف، وتجاوز ألفاظ الواقف لفائدة قصده الذي تعرفه المصلحة.

## أقسام المصلحة

### أولاً أقسام المصلحة من حيث اعتبار الشارع لها[4][5][6]
1. المصلحة المعتبرة: هي المصلحة التي شهد الشارع باعتبارها، كمصلحة قطع يد السارق، ومصلحة النظر إلى المخطوبة وغيرها.
2. المصلحة الملغاة: هي المصلحة التي شهد لها الشرع بالبطلان، وعدم الاعتداء بها، وعدم مراعاتها في الأحكام الشرعية، مثل مصلحة المرابي في زيادة ماله فقد ألغاها الشارع بقوله تعالى {وَأَحَلَّ اللَّهُ الْبَيْعَ وَحَرَّمَ الرِّبَا}.[22]
3. المصلحة المرسلة: هي المصلحة التي لم يشهد لها الشارع بالاعتبار ولا بالإلغاء، أي أنه لا يوجد نص يشهد باعتبارها أو ببطلانها، مثل جمع القرآن في زمن الصحابة، فهذه مصلحة لم يرد فيها نص على اعتبارها أو إلغائها، وهي محققة لمقصود الشارع من حفظ الشريعة.[2]

### ثانياً أقسام المصلحة من حيث قواتها في ذاتها[7][8]
1. المصلحة الضرورية:[12] هي المصلحة التي تتوقف عليها حياة الناس، أو هي ما لابد منها في قيام مصالح الدين والدنيا، بحيث إذا فُقدت لم تجري مصالح الدنيا على استقامة بل تكون أشبه بحياة الأنعام، ولا تكون على الحالة التي أرادها الله، وفي الآخرة فوت النجاة والنعيم، والرجوع بالخسران المبين، ومثل الغزالي المصلحة الضرورية بحفظ الضروريات الخمسة وهي (حفظ الدين، النفس، العقل، النسل، المال) حيث قال (وهذه الأصول الخمسة حفظها واقع في رتبة الضرورات فهي أقوى المراتب في المصالح).[7]
2. المصلحة الحاجية: هي المصلحة التي تحتاجها الأمة وافتقرت إليها من حيث التوسعة ورفع الحرج، فلو لم تُراع لوقع الناس في الحرج والمشقة مثل (البيوع، الإجارة، المضاربة، المساقاة، النكاح، الرخص الشرعية)، ويدل على ذلك قول الشاطبي[23][24][25] ما نصه (وأما الحاجيات فمعناها أنها مفتقر إليها).
3. المصلحة التحسينية: هي المصالح التي تكون من قبيل التحسين والتزين والتيسير على الناس، فقد عرفت بأنها الأخذ بما يليق من محاسن العادات ومن أمثلتها "ستر العورة، النوافل، آداب الطعام، وغيرها من مكارم الأخلاق"، ويدل على ذلك قول الشاطبي ما نصه (الأخذ بما يليق من محاسن العادات وتجنب المدنسات التي تأنفها العقول الراجحات ويجمع كل ذلك قسم مكارم الأخلاق).[26]

### ثالثاً أقسام المصلحة من حيث شمولها[9]
1. مصلحة عامة: وهي المصلحة التي تتعلق بحق الخلق كافة، مثل حماية الدين وحفظ القرآن من الضياع.
2. مصلحة تتعلق بجماعات: وهي المصلحة المتعلقة بحق جماعة من الأمة، كمصلحة متعلقة ببلد معينة أو طائفة معينة من أصحاب المهن.
3. مصلحة خاصة: وهي المصلحة المتعلقة التي تخص فرداً معين، كمصلحة فسخ بيع فيه غش لشخص ما، أو مصلحة تطليق المرأة من زوجها بسبب الضرر الواقع عليها.[2]

## شروط العلماء للعمل بالمصلحة[9]
1. ألا تخالف المصلحة دليلاً شرعي قطعي الثبوت والدلالة: فإذا خالفت المصلحة دليلا شرعي قطعي الثبوت يترك العمل بها.[10]
2. أن تكون المصلحة التي يشرع الحكم من أجلها كلية لا جزئية: بأن تكون عامة تحقق منفعة لأكبر عدد من الناس، ولا يصح العمل بالمصلحة التي يترتب عليها تحقيق مصلحة خاصة.
3. أن تكون المصلحة موافقة لمقصود الشارع من جلب المنافع ودرء المفاسد:[11] مثل تسجيل العقود، وتسعير السلع في الأزمات.
4. أن تكون مصلحة حقيقية وليست وهمية: فلا يجوز العمل بالمصالح الوهمية، مثل المصلحة التي تتوهم في سلب الزوج حق تطليق زوجته.[12]
5. عدم تفويتها مصلحة أهم منها: وذلك بالنظر لها من حيث قوتها، وبالنظر لها من حيث شمولها، فلا تقدم المصلحة الحاجيه على المصلحة الضرورية، ولا التحسينية على الحاجيه، ولا مصلحة الأفراد على مصلحة الجماعات.[2]

## المصلحة وأثرها في بناء الأحكام الوقف أنموذج
المصلحة: هي المحافظة على مقصود والشرع بدفع المفاسد عن الخلق، وهو أن يحفظ عليهم دينهم ونفسهم وعقلهم ومالهم ونسلهم، فالمصلحة هي المعيار الصحيح للأحكام الشرعية التي لم يرد بها نص صريح لاعتبارها أو إلغائها.
- للمصلحة أثر في توجيه الأحكام الشرعية التي لم يرد بها نص شرعي، وذلك للحفاظ على الكليات الخمس (الدين، النفس، العقل، المال، النسل).
- يُعد الوقف من خصائص الأمة الإسلامية، وهو من عقود التبرعات المندوب إليها لتحقيق مقاصد متعددة (دينية، اجتماعية، اقتصادية).
- تتكون الأوقاف في غالب الأحيان من أبنية، أو أراضي زراعية، أو عقارات معظمها متهدمة، أو غير صالحة للاستعمال، أو قليلة الربح مما يتسبب في تعطيل مصلحة الوقف والهدف منه، ولذلك دعا الفقهاء للبحث في الأمور الجالبة لتنمية الوقف واستثماره، ويُعد الاستبدال من صيغ الاستثمار الذاتي وقد اختلف الفقهاء في حكم استبدال الوقف والراجح منها جواز استبداله عند الضرورة والمصلحة، وكذلك أخذ به القانون المدني.
- اتفق الفقهاء على جواز وقف العقار، واختلفوا في حكم وقف المنقول والراجح منها جواز وقفه مراعاة للمصلحة العامة وتوسيعاً لدائرة الأوقاف، وبذلك جاء قرار مجمع الفقه الإسلامي بشأن الاستثمار في الوقف وفي غلاته وريعه، وأخذ به القانون المدني.
- اختلف الفقهاء في حكم وقف النقود، والراجح منها جواز وقفها مع بقاء عينها، إذا كانت لمنفعة مقصودة شرعاً، كإقراضها أو دفعها مضاربة والتصدق بالربح، وذلك تحقيق لغرض الوقف، وتوسعه لأوجهه، وفتح لأبواب الخير، وتنمية للمجتمعات الإسلامية.[2]

## تغيير المعالم من أجل مصلحة الوقف[1]
1. مراعاة قصد المحبس لا لفظه، ومثله ما فعل في مدرسة الشيخ التي بالقنطرة، حيث غُيرت بعض أماكنها مثل الميضأة وجُعلت بيتا، ونُقلت إلى محل البير لانقطاع الساقية التي كانت تأتيها، ورُدت العلو المحبس على عقب المذكور بيوتا لسكنى الطلبة، بعد إعطاء علو من الحبس يقوم مقامه في المنفعة.[13]
2. ومن أوجه مراعاة المصلحة، تقديم ذوي الحاجة والفاقة على غيرهم[1]، والأصل أن يتبع شرط الواقف الذي وقف على ذوي القربى دون تفضيل، ولكن نقل في الموازية عن ابن القاسم إيثار ذوي الحاجة والفقراء على غيرهم.[14]
3. نقل القرافي في الذخيرة قائلاً، لا يعتبر في الغلة والسكنى كثرة العدد، بل أهل الحاجة، وفي السكنى كثرة العائلة، لأنهم يحتاجون إلى سعة المسكن، والمحتاج الغائب أولى من الغني الحاضر بالاجتهاد، ولأن مبنى الأوقاف لسد الخلات.[1]

## كيف تتحقق المصلحة في الوقف[1]
إذا كان استقراء النصوص أظهرت بما لا يدع مجالا للمراء أن معيار المصلحة هو المعيار الصحيح الذي لا يحيف، وأن ميزانها هو الميزان العدل الذي لا يجور، يصبح السؤال كيف يتحقق قيام المصلحة؟، وهل هي مصلحة خاصة خالية من معارض المفاسد التي قد تعطل تأثير المصلحة وتبطل مفعولها؟، لا جرم أنه لا توجد في الغالب مصلحة محضة عَرِية عن مفسدة أو ضرر.
وقد اتفق الجمهور أن الأصل في الوقف أن يكون عقاراً (أرضاً وما اتصل بها بناء أو غرساً) لا يجوز تفويت عينه ولا التجاوز به عن محله، واحترام ألفاظ الواقف وشروطه، وأضاف أبو حنيفة شرطاً وهو (حكم حاكم به)، إلا أن هذا الأصل قد يتجاوز عنه للمصلحة، ولهذا نلاحظ اعتبار المصلحة وتأثيرها في المظاهر التالية:
1. وقف أموال منقولة غير ثابتة لا يمكن الانتفاع بها دون استهلاك عينها، كوقف النقود والطعام للسلف أو النقود للمضاربة.
2. أثر المصلحة في تغيير عين الموقوف بالمعاوضة والتعويض والإبدال والاستبدال والمناقلة.
3. مراعاة المصلحة في تقديم بعض الموقوف عليهم على بعض، نظراً للحاجة أو غيرها وتقديم بعض المصاريف.
4. مراعاة المصلحة في منح جهات غير موقوف عليها من غلة ووفر وقف آخر، على سبيل البت أو على سبيل السلف.
5. تغيير معالم الوقف للمصلحة.
6. مراعاة المصلحة في استثمار غلة الوقف لفائدة تنمية الوقف.
7. التصرف في الوقف بالمصلحة مراعاة لقصد الواقف المقدر بعد موته.[28]

## من يحقق مناط مصلحة الوقف
إنه الناظر والإمام والقاضي وجماعة المسلمين، كل هؤلاء بحسب الأحوال وشروط الواقفين، والظروف الزمانية والمكانية، ونوع المصالح التي يتعاملون معها، إذا كانت تقع في مرتبة الضرورات كغابة الزيتون الموقوفة على مسجد يحتاج إلى ريعها لصرفه في المساعدة على بناء سور يحمي المدينة من هجمات العدو، فعلى أولئك المذكورين أعلاه أن يقدروا رجحانية المصلحة وغلبتها على المفاسد التي قد تنشأ عن التصرف في الوقف، ولهذا اشترط الأحناف أن يتولى القاضي دون الناظر التحقق من المصلحة ليحكم بالاستبدال الذي لم يشترطه الواقف، ولا يجوز للقاضي أو الناظر التصرف إلا على وجه النظر فقط، ولا يجوز للقاضي أن يجعل بيد الناظر التصرف كيف يشاء وأشار أيضا إلى الموقوف عليهم المالكين لأمر أنفسهم، فإن كان المحبس عليهم كباراً، وأهلَ رضا، تولوا حبسهم بأنفسهم، وإلا قدم السلطان بنظره.

## أموال الوقف المرصودة والمصلحة في استثمارها
بالإمكان شرعاً تحريك الأموال المرصودة لاستثمارها ليزداد ريع الوقف، ويكون أكثر استجابة للمصالح التي وقف من أجلها، وذلك للاعتبارات التالية:
1. باعتبار المصلحة التي من أجلها كان القول بجعل الوفر في أعيان من جنس الوقف تكون وقفاً، أليس ذلك نوعاً من الاستثمار؟ لم يبق بعد ذلك إلا إشكالية المضاربة في ثمن المعاوضة دون صرفه إلى أعيان من جنس الوقف.
2. إذا اعتبرنا القول بجواز وقف العين ابتداء للاستثمار والمضاربة، فنقول إن ما جاز ابتداء يجوز في الأثناء، بناء على المصلحة الراجحة كما سماها ابن تيمية، ليرتب عليها استبدال الوقف للجدوى الاقتصادية التي ليست ناشئة عن حاجة أو ضرورة وإنما عن الحاجة الاستثمارية.
3. قياساً على جواز المضاربة في مال اليتيم، بل هو أولى من تركه تأكله الصدقة قال تعالى {وَيَسْأَلُونَكَ عَنِ الْيَتَامَى قُلْ إِصْلَاحٌ لَهُمْ خَيْرٌ}.[29]
4. يقاس على التصرف في مال الغير بالمصلحة الراجحة الذي قد يثاب عليه فاعله، ففي الحديث الصحيح حديث "ثلاثة الغار"[15] ومنهم الرجل الذي كان مستأجراً أجيراً بفرق من أرز فلما قضى عمله، قال أعطني حقي فعرضت عليه، فرغب عنه، فلم أزل أزرعه حتى جمعت منه بقراً برعاتها فجاءني فقال اتق الله وأعطني حقي، فقلت اذهب إلى ذلك البقر ورعاتها فخذ.. إلى آخر الحديث، ونعلم أن الله فرج عنه بفضل هذا العمل، وقد ترجم البخاري لهذا الحديث بقوله "باب إذا زرع بمال قوم بغير إذنهم وكان في ذلك صلاح لهم.[30]

## نماذج من إبداعات المسلمين في إعمال المصلحة في الوقف
1. وقف مراوح من خوص للمرضى لأجل استعمالهم إيّاها في وقت الحرّ.
2. بناء الخانات والفنادق للمسافرين المحتاجين ومعها أثاثها وأدوات الطبخ فيها.
3. بيوت خاصة للفقراء، ويسكنها من لا يجد ما يشتري به أو يستأجر دارًا.
4. بناء سقايات الماء المسبّلة للناس في الطرقات العامة.
5. حفْر الآبار الخيرية وإنشاء القناطر والجسور والطرقات.
6. وقف الجهاز، وقد عُيّن لتجهيز البنات إلى أزواجهنّ، وهنّ اللواتي لا قدرة لأهلهنّ على تجهيزهن.
7. وقف الغاضبات: وهو تخصيص "مأوى" للزوجات، يؤثّث البيت بما يلزم من الفراش والماعون، ويعدّ فيه الطعام والشراب وكلّ ما يحتاج إليه الساكنون، هذا "المأوى" تقصده زوجة أغضبها زوجها أو أغضبت زوجها لأسباب عاديّة كما يحصل بين الأزواج، وتظل آكلة شاربة إلى أن يذهب ما بينها وبين زوجها من الجفاء وتصفو النفوس، فتعود إلى بيت الزوجية من جديد.
8. وقف اللقطاء: نِعم المبادرة هي، ونِعم العمل هو، ورحم الله أوّل من فعل ذلك ومن اتّبعه في سنته.
9. وقف الطرقات: وهي أوقاف على تعديل الطرق ورصفها، لأنّ أزقّة دمشق لكلّ واحد منها رصيفان في جنبيه يمرّ عليهما المترجّلون، ويمرّ الركبان بين ذلك.[31]
10. وقف الحيوانات الضالة: ويتمثّل في جمع الحيوانات السائبة والمتشرّدة، وخاصّة منها الكلاب، وأخذها إلى مأوى تجد فيه طعامها وشرابها وأمنها، وبذلك حفظ الناس وخاصّة الأطفال من شرور تلك الحيوانات وحفظ الحيوان من شرور الإنسان، مع ما في ذلك من وقاية من الأمراض والأوبئة وانتشارها ونظافة المحيط من الأوساخ والجيف والروائح الكريهة، والأبعاد الجمالية والتحسينية بارزة جدا في هذا الوقف فضلاً عن الضروريات والحاجيات.
11. إنشاء دور لتقديم الرعاية الاجتماعية المجانية للّقطاء ولليتامى ولختانهم والعناية بهم.
12. إنشاء وتخصيص دورًا للعجزة والعميان والمقعدين، بل وقفوا أموالاً لإمداد العميان والمقعدين بمن يقودهم ويخدمهم.
13. أوقاف خيرية لتزويج الشباب العُزّاب الذين يعجزون عن تقديم المهور وتأمين نفقات الزواج.
14. إنشاء أموالاً لإمداد الأمّهات بالحليب والسكّر.
15. إنشاء أوقاف خيريّة تنفق على أسر السجناء وأولادهم.
16. إنشاء الوقفية للحيوانات، فقد وقفوا الأموال لتطبيب المريض منها ولرعي المسنة العاجزة، وكانت في دمشق أرض يقال لها المرج الأخضر، وقفت للخيول المسنة العاجزة التي يطردها أصحابها لأنهم ما عادوا ينتفعون بها، فكان هناك موظفون خاصون يأخذونها، فترعى في أرض الوقف حتى تموت، وكان في أوقاف العديد من المدن الإسلامية أماكن خاصة لرعاية مئات القطط العمياء والجريحة والمكسورة الأذرع، وبقي هذا في بلاد الشام إلى وقت قريب جدًا.[31]

## ثمار إعمال المصلحة في الوقف وريادة المسلمين فيها
- إنّ الأوقاف الخيريّة في تاريخ المسلمين هي مفخرتهم وفخرهم الحقّ أكثر من إنجازاتهم العلميّة.
- امتصاص الغضب، وتجنّب كلّ ما يمكن أن يحدثه، وخاصّة أن تزداد العلاقة الزوجيّة تشنجّا وتعقّدا، وهكذا حفظت العائلة وجنّب الأطفال تلك المشاهد المزرية من الخصام بين الأب والأمّ، وكم وقع التخفيف على دور القضاء والمحاكم من القضايا في الخصومات الزوجيّة والطلاق، وهذا يكفل تحقيق مقاصد شرعية عديدة تُحفظ بها النفوس والأبدان والعقول والأعراض.
- الوقف الخيري على المصالح الاجتماعيّة أو التعليميّة أو الثقافيّة أو الصحيّة، يمثّل أسمى درجات النبل، وأرقى أنواع السمو بالإنسان وتحقيق توازنه المادي والروحي.
- وفّر هذا القسم من الأوقاف للأمة المرافق الضرورية والحاجية والتحسينية تبعاً لقصد الواقف ومقدار حاجة المجتمع للمرفق الموقوف عليه.
- ساهم الوقف في النهوض بالتعليم والصحّة بقدر معتبر، ممّا جعل بعض الباحثين يعدّونه أساس الحضارة الإسلامية.[31]

## روابط خارجية
- إعمال المصلحة في الوقف سبيل الاستثمار الناجح ومضاعفة أجور الواقفين
- المصلحة وأثرها في بناء الأحكام ( الوقف نموذجاً )
- ضوابط المصلحة في الشريعة الإسلامية
- المقاصد العامة للشريعة الإسلامية